# Tipula variipetiolaris
Tipula variipetiolaris är en tvåvingeart som beskrevs av Alexander 1933. Tipula variipetiolaris ingår i släktet Tipula och familjen storharkrankar. Inga underarter finns listade i Catalogue of Life.